# Dicaeidae
Famille
Les Dicaeidae (ou dicéidés en français) sont une famille de passereaux constituée de deux genres et de 48 espèces existantes.

## Liste des genres
Selon la classification du Congrès ornithologique international (version 15.1, 2015) :
- Prionochilus Strickland, 1841 — 5 espèces
- Pachyglossa Blyth, 1843 — 7 espèces
- Dicaeum Cuvier, 1816 — 44 espèces

## Liste des espèces
D'après la classification de référence (version 5.2, 2015) du Congrès ornithologique international (ordre phylogénique) :